# Frank Famiano
Frank Steve Famiano (ur. 22 kwietnia 1961 w Schenectady) – amerykański zapaśnik walczący w stylu klasycznym. Olimpijczyk z Los Angeles 1984, gdzie zajął piąte miejsce w kategorii 57 kg.
Trzynasty na mistrzostwach świata w 1991. Brązowy medalista igrzysk panamerykańskich z 1991. Dwukrotny brązowy medalista mistrzostw panamerykańskich, w 1990 i 1992. Trzecie miejsce w Pucharze Świata w 1986 i 1991. Wicemistrz świata juniorów w 1978 roku.
Zawodnik Draper High School w Rotterdamie i SUNY Brockport. Sześć razy All American (1980–1983). Piąty w NCAA Division I w 1982 i szósty w 1983. Pierwszy w 1982 i 1983; czwarty w 1981; siódmy w 1980, w NCAA Division III i tam Outstanding Wrestler w 1982 i 1983 roku.